# Walvisboek
 (août 2024).
Si vous disposez d'ouvrages ou d'articles de référence ou si vous connaissez des sites web de qualité traitant du thème abordé ici, merci de compléter l'article en donnant les références utiles à sa vérifiabilité et en les liant à la section « Notes et références ».
Le Walvisboeck, écrit par Adriaen Coenen, est le tout premier livre sur les baleines. Il est à moitié scientifique et à moitié légendaire.

## Contexte
Au XVIe siècle, la biologie a connu une évolution. Alors que la discipline était basée sur les auteurs gréco-romains, les scientifiques mènent désormais leurs propres recherches. En conséquence, la science a commencé à se baser davantage sur ses propres observations. Adriaen Coenen est un exemple de ce type de scientifiques. Il a consigné ses découvertes dans le Visboeck et le Walvisboeck. Ces travaux ont une valeur scientifique puisqu'ils donnent un aperçu de l'écosystème de la mer du Nord à la fin du XVIe siècle. Par exemple, on peut apprendre dans le livre que des écoles de baleines passaient encore régulièrement à cette époque. Les connaissances et les faits donnent au lecteur une meilleure idée de l'époque à laquelle le livre a été écrit. Il est aussi souvent considéré comme un lien intermédiaire, documentant la transition de la biologie de la Renaissance, où tout le savoir repose en grande partie sur des auteurs classiques, à la science baroque, où les scientifiques s'appuient sur leurs propres observations.
Avant cet ouvrage, Coenen avait déjà écrit un livre sur les poissons et les baleines, intitulé Visboeck, pendant plusieurs années. Beaucoup de matériel a été réutilisé pour son livre plus fin, les textes du Visboeck ont été adaptés et fusionnés en une sorte de collage de textes et de dessins assortis qu'il a ensuite utilisé pour le Walvisboeck.
En 2012, par l’arrêté ministériel de Joke Schauvliege sur conseil du Topstukkenraad (Conseil des chefs-d'œuvre), le livre a été ajouté à la liste des chefs-d’œuvre, car l'ouvrage est unique et a une fonction intermédiaire dans la science.

## Walvisboek
Le Walvisboek, ou Dat eerste boock van menich derleij walvischen ende ander selseme groote wonderlijke visschence (Le premier livre de diverses sortes de baleines et d’autres grands poissons merveilleux), mélange des observations de Coenen avec des récits forts de marins, qu'il évalue de manière critique. Le style des dessins et du livre a l’air plutôt touchant et naïf, mais en même temps très dilaté, ce qui en fait une œuvre artistique et précieuse. Cet ouvrage est probablement l'un des plus anciens écrits des Pays-Bas entièrement consacré aux baleines, aux autres mammifères marins, aux poissons et autres créatures marines.
Le livre contient 127 images de poissons (baleines) et de monstres marins tels que Coenen les avait observés en son temps. Parmi ces images, il y a, entre autres, des dessins très reconnaissables de la pieuvre, la baleine à bec, de la raie électrique, de la lotte, du poisson lune, du porc de mer, du serpent de mer, du dragon de mer, des vers de mer, de l'étoile de mer et même des sirènes.

## Sources utilisées par Coenen
Puisqu’il y a un certain nombre de créatures mythiques et fantastiques telles que des sirènes et des platanistes (mi-dauphin, mi-dragon) dans le livre, il n'est pas possible que Coenen les ait observées de ses propres yeux. On peut supposer que Coenen a utilisé d'autres sources pour cela, comme le texte grec chrétien Physiologus. D'autres sources que Coenen pourrait avoir utilisées sont les travaux biologiques d'Aristote et Der naturen bloeme de Jacques van Maerlant. Cependant, il n'est pas certain qu'il ait consulté ces ouvrages. Une autre possibilité est qu'il ne se soit seulement basé sur des ouvrages de compilation des XVe et XVIe siècles sur la nature, comme Der dierenpalleijs de 1520 et les travaux d'Olaus Magnus, qu'il mentionne tous deux comme sources.
Plusieurs dessins réalisés par Coenen dans son livre sont tirés de plusieurs œuvres, entre autres, de Pierre Belon, de Conrad Gessner et peut-être aussi de Guillaume Rondelet et Ippolito Salviani.

## Réédition

Un exemple de la baleine du Groenland.

Le biologiste Kees Lankester était très fasciné par le travail de Coenen. Il a décidé, avec l'aide de plusieurs sponsors, de rééditer le livre aux Pays-Bas et au Royaume-Uni. Cette édition du Livre des baleines, intitulée The Whale Book: Whales and other sea creatures described by Adriaen Coenen in 1585, a été publiée en novembre 2003. Le vieux livre a été rendu lisible en utilisant les textes originaux remaniés de Florike Egmond et Peter Mason. Ces deux historiens de la culture étaient entrés en contact avec un autre manuscrit de Coenen en 1990 dont ils avaient converti le texte néerlandais du XVIe siècle en un langage compréhensible.
La version renouvelée contient les 127 images originales, mais a été modernisée par l'ajout d'informations contemporaines. Un exemple de la manière dont Lankester a procédé commence par l'image de droite. Dans un texte en lettres minuscules, il a mis des informations supplémentaires sur le sujet. Dans ce cas, il s'agissait du dessin avec légende sur la baleine du Groenland, l'histoire de l'animal a donc également été mentionnée.

## Du zoo à la Bibliothèque patrimoniale Hendrik Conscience
Pendant longtemps, le livre a été la propriété de la Société royale de zoologie d'Anvers. Elle avait constitué une importante collection patrimoniale depuis 1843, mais elle n'était pas ouverte au public. Les œuvres étaient conservées dans les caves, le grenier et dans les coffres-fort du zoo d'Anvers, mais cela a changé en 2007. La Bibliothèque patrimoniale Hendrik Conscience a ensuite reçu la collection en prêt, où elle pouvait être mieux conservée. Le joyauen est le Walvisboeck[Quoi ?].